# Ali Hajighasemi
Ali Hajighasemi, född 1960, är docent i sociologi och professor i socialt arbete vid Södertörns högskola. Han är sedan 2013 akademisk avdelningsföreståndare vid institutionen för samhällsvetenskaper vid Södertörns högskola, med ansvar för ämnena statsvetenskap, offentlig rätt och socialt arbete. Han är också ansvarig för forskningsprogrammet Internationell migration och etniska relationer (IMER).
Ali Hajighasemi disputerade 2004 vid University of Durham, England med avhandlingen The Transformation of the Swedish Welfare State: Fact or Fiction. Hans forskningsområde berör det svenska välfärdssystemet och dess förändring under de senaste decennierna. 